# Joe Courtney

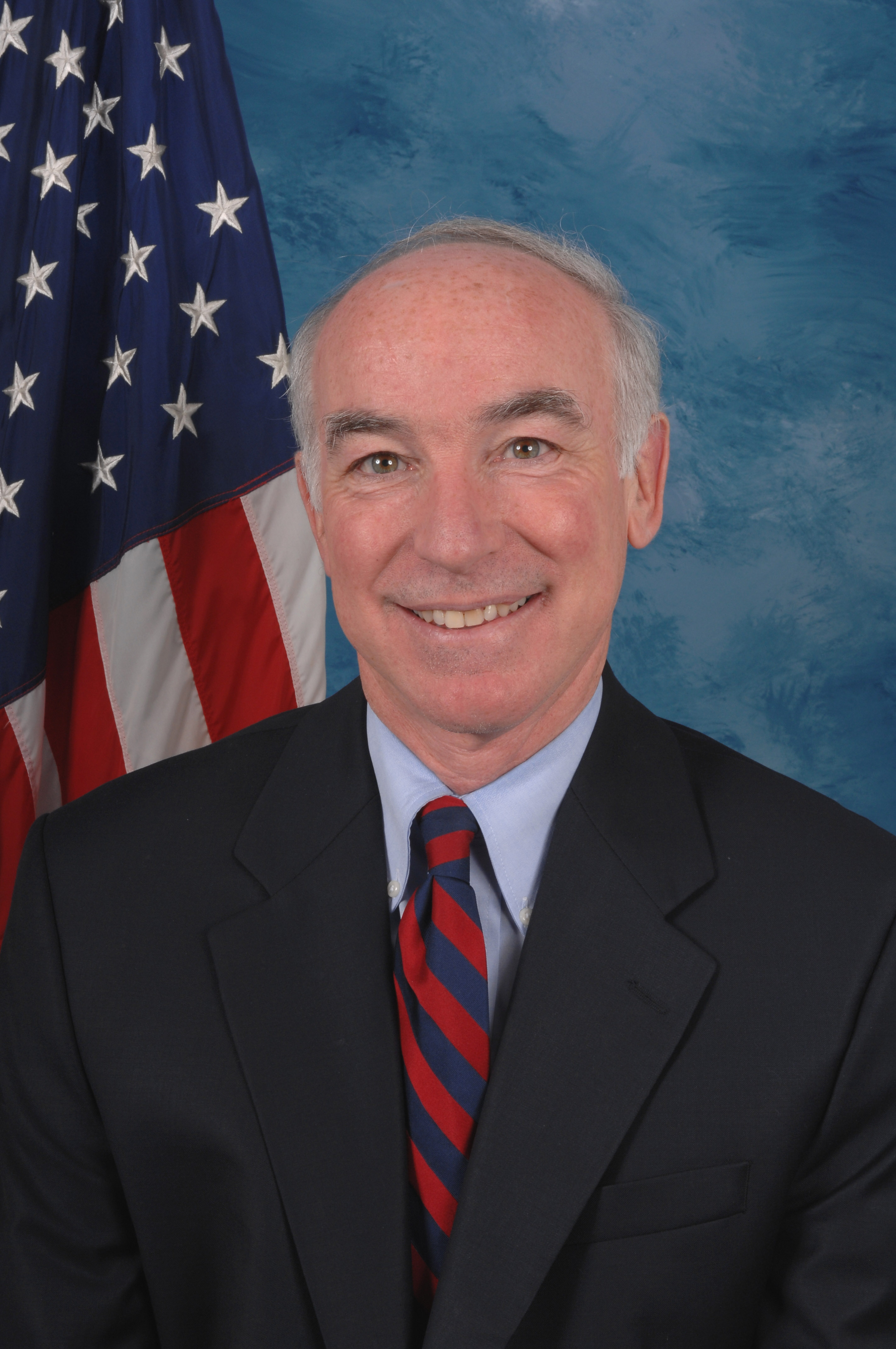
J. Courtney

Joseph Darren „Joe“ Courtney (* 6. April 1953 in Hartford, Connecticut) ist ein US-amerikanischer Politiker der Demokratischen Partei. Er vertritt seit 2007 den zweiten Kongresswahlbezirk des Bundesstaats Connecticut im US-Repräsentantenhauses.

## Privatleben
Courtney studierte bis 1975 an der Tufts University und schloss mit einem Bachelor of Arts ab. Danach studierte er Rechtswissenschaften an der University of Connecticut das 1978 er mit dem Juris Doctor beendete. Danach praktizierte er für einige Zeit als Rechtsanwalt.
Courtney und seine Frau Audrey haben zwei Kinder und leben in Vernon (Connecticut).

## Politik
Politisch schloss er sich der Demokratischen Partei an. Zwischen 1987 und 1994 saß er im Repräsentantenhaus von Connecticut. In der Wahl des Jahres 2006 konnte sich Scott mit nur 83 Stimmen Vorsprung gegen den bisherigen republikanischen Amtsinhaber des zweiten Wahlbezirks, Robert Ruhl Simmons, durchsetzen.
Da er bei allen zehn Wahlen, einschließlich der des Jahres 2024, wiedergewählt wurde, kann er sein Mandat bis heute ausüben. Die Primary (Vorwahl) seiner Partei wurde, da keine Gegenkandidaten antraten, abgesagt. Er trat damit am 8. November 2022 gegen Mike France von der Republikanischen Partei an. In der Hauptwahl 2022 gewann er mit 58,2 %. Die Wahl zum Repräsentantenhaus der Vereinigten Staaten 2024 wurde im 2. Kongresswahlbezirk wieder zum Duell zwischen Courtney und France, nachdem beide in der Vorwahl keine Gegenkandidaten hatten. In der Wahl im November 2024 setzte sich Courtney mit 58 % durch. Seine zehnte und aktuelle Legislaturperiode im 119. Kongress der Vereinigten Staaten läuft bis zum 3. Januar 2027.

### Ausschüsse
Er ist aktuell Mitglied in folgenden Ausschüssen des Repräsentantenhauses:
- Committee on Armed Services
  - Readiness
  - Seapower and Projection (Vorsitz)
- Committee on Education and Labor
  - Health, Employment, Labor, and Pensions
  - Higher Education and Workforce Investment